# تونيل

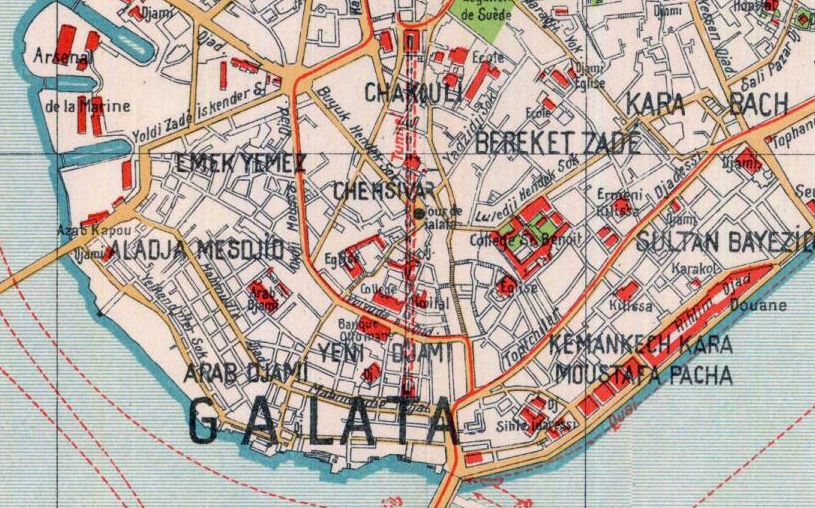
خريطة مركز إسطنبول مظهرةً مسار تونيل.

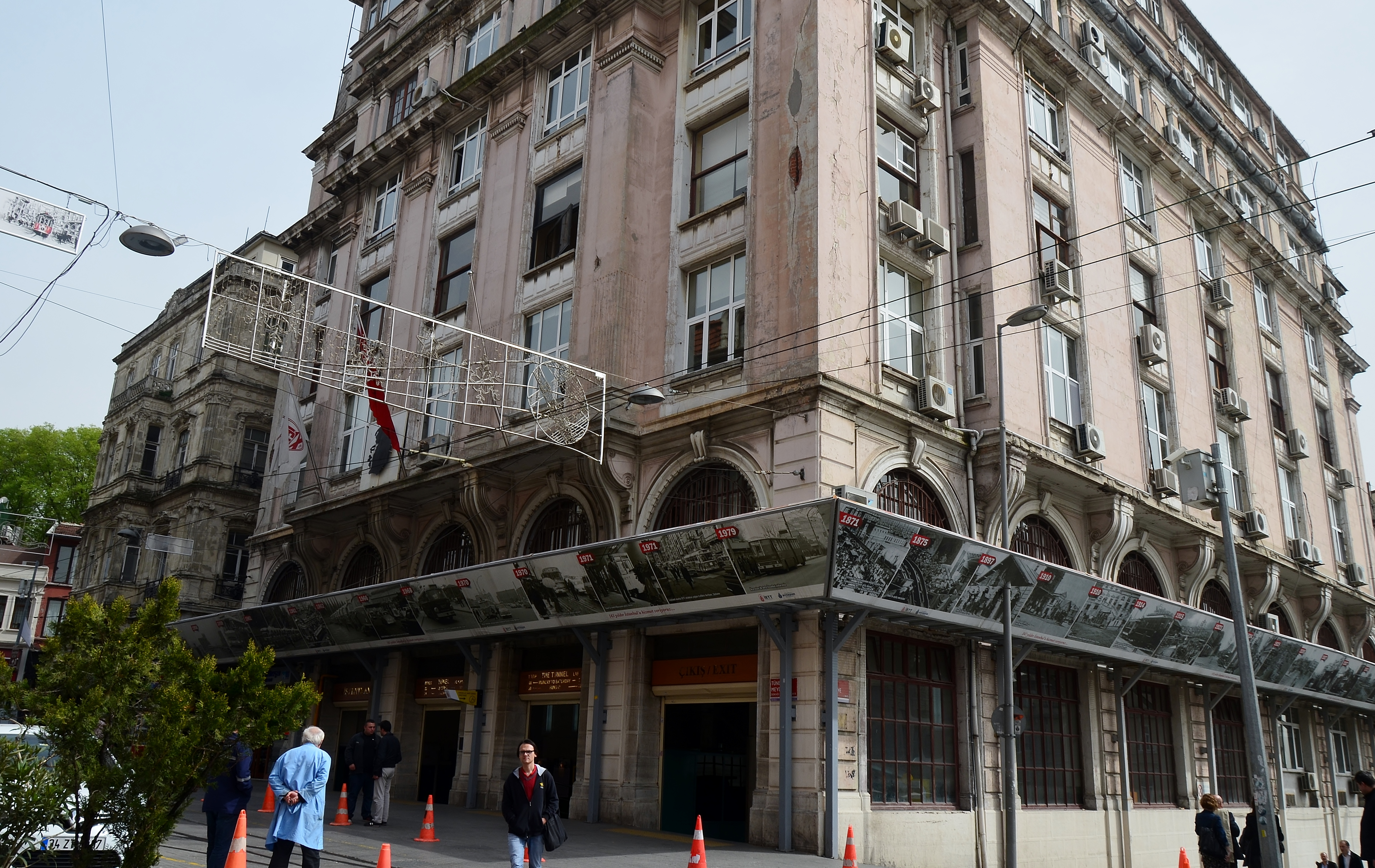
محطة تونيل العلوية في شارع الإستقلال.

تونيل (بالتركية: Tünel)‏ (المسمى الرسمي: إف-2) هو خط سكك حديدية تاريخي تحت الأرض يقع في الساحل الشمالي من القرن الذهبي في مدينة إسطنبول، تركيا. يشتمل الخط على محطتين، حيث يربط بين منطقتي كاراكوي وبيوغلو. يتجه نفق تونيل من مستوى سطح البحر صعوداً وبطول يقارب 573 متر (1,880 قدم). افتتح خط تونيل في 17 يناير، 1875. ويعد ثاني أقدم خط سكك حديدية حضري تحت الأرض بعد مترو لندن والذي افتتح عام 1863. 

## التاريخ
أصبحت أحياء بيرا (بيوغلو حالياً) وغلطة (كاراكوي حالياً) في النصف الثاني من القرن التاسع عشر القلب التجاري لإسلامبول (إسطنبول حالياً) بل والدولة العثمانية بأكملها. العديد من الشركات العثمانية والأجنبية، أغلبها مصارف وشركات تأمين، جعلت مقراتها الرئيسية في هاتين المنطقتين. كانت السفارات، الفنادق والأسواق التجارية في بيرا تقع فوق تلة كبيرة، بينما كانت أسواق البورصة، المصارف والموانئ في غلطة كانت أسفل التلة. كان الترحال بين المنطقتين صعباً حيث أن التلة شديدة الانحدار. كان شارع يوكشيك كالديريم الطريق الرئيسي بين المنطقتين، وكان يشهد 40 ألفاً يصعدون وينزلون التلة يومياً.
في عام 1867، قدم المهندس الفرنسي أوجين هنري جافاند إلى إسلامبول بصفته سائحاً. وخلال زيارته، لاحظ العدد الكبير من الناس التي تعبر شارع يوكشيك كالديريم يومياً. فكر جافاند في طريقة ليصل بين المنطقتين وانتهى بفكرة بناء سكك حديدية جبلية تصعد وتنزل من التل. عاد جافاند بعدها إلى فرنسا بوقت قصير ليعد مشروعه. ثم عاد إلى إسلامبول في شهر فبراير من العام 1868 ليقدم مشروعه للباب العالي. كان من مخطط أن يتحرك القطار من بداية شارع يوكشيك كالديريم في بيرا وحتى شارع يني جامع بالقرب من جسر غلطة. في العاشر من يونيو للعام 1869، منح السلطان عبد العزيز الموافقة لجافاند على بناء مشروعه. عمل جافاند مع بعض المساهمين الفرنسيين لينشئوا شركة لبناء سكة الحديد، إلا أن غزو بروسيا لفرنسا جعل إنشاء الشركة مستحيلاً.
أثناء الحرب، غادر جافاند فرنسا متجهاً إلى المملكة المتحدة لإنشاء شركته. تعاقد جافاند مع سكك المحافظة لبدأ تأسيس الخط في 30 يوليو، 1871. إلا أن أعمال البناء قد أجلت تماماً بسبب النزاعات بين مالكي الأرض والشركة. لم يتم الانتهاء من بناء النفق حتى شهر ديسمبر من العام 1874 وتم افتتاح تونيل رسمياً في السابع عشر من يناير للعام 1875. وكان من الملاحظ غياب جافاند عن مراسم الافتتاح.
حظيت سكك المحافظة بامتياز لمدة 75 عاماً في 1904. في العام 1911 تم نقل ملكية تونيل إلى الجمعية الجديدة متعددة الجنسيات، مؤسسة الاتحاد العثماني لشركات الكهرباء في إسلامبول، والتي دمجت تونيل، الترام، وشركة الكهرباء العثمانية.
```
في 1939، اندمجت مع منظمة النقل الجديدة آيت.
[
5
]
```

تم إغلاق تونيل في العام 1968 للصيانة ثم افتتح مجدداً في 1971 حديثاً ويعمل بالكهرباء. ثم دخل مرحلة أخرى من الصيانة في 2007 لدعمه بمقاومة الزلازل.
اليوم، لم يعد هذا الخط القصير حيوياً كسابق عهده، إلا أنه لا يزال جزءاً من شبكة النقل في إسطنبول ويمكن شراء تذاكر لركوبه.

## الوصف
يتكون تونيل من نفق قرميدي واحد بطول 554.8 متر (1,820 قدم)، بعرض 6.7 متر (22 قدم) وبارتفاع 4.9 متر (16 قدم). ويمتلك محطة واحدة عند كل نهاية.
- كاراكوي - المحطة السفلية، تقع على الجانب الشرقي من شارع تيرساني.
- بيوغلو - المحطة العلوية، تقع في ميدان تونيل على نهاية شارع الاستقلال.

المحطة العلوية أعلى من المحطة السفلية بـ61.55 متر (201.9 قدم).
تم بناء تونيل بالأساس كمسارين متوازيين، إلا أنه في الوقت الحاضر يمتلك مساراً واحداً بحيث يمر القطاران بجانب بعضهما.

## هياكل القطارات

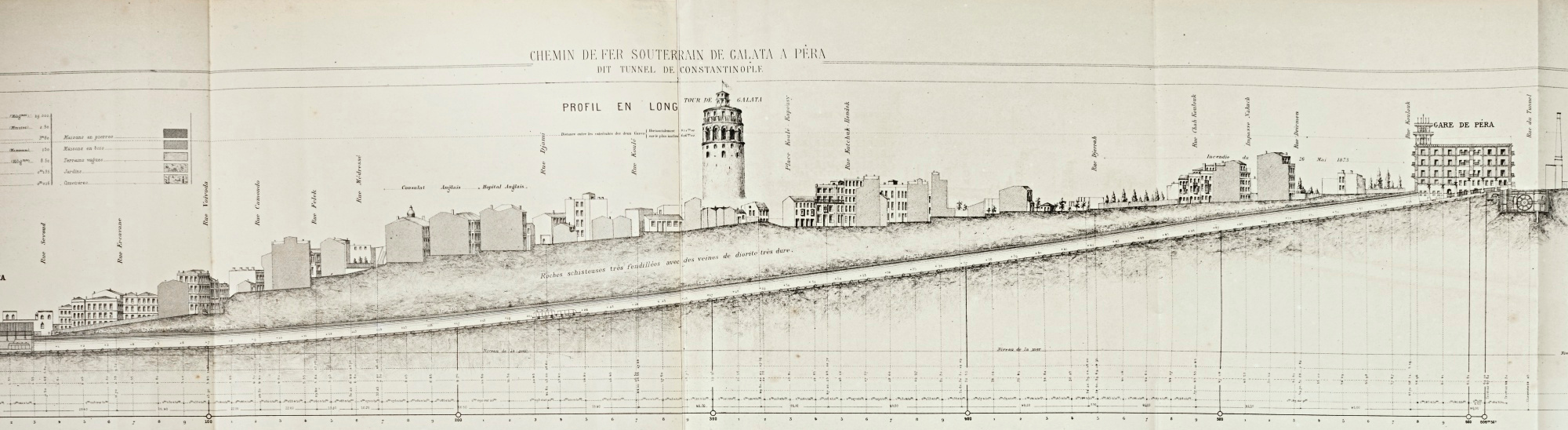
صورة مفصلة لتونيل

كانت قطارات تونيل بالأصل مكونة من عربتين خشبيتين. كانت إحدى العربتين للركاب وبمقصورة مخصصة للرجال وأخرى للناس. بينما كانت العربة الأخرى مخصصة لنقل البضائع والحيوانات. وكانت تدفع بواسطة محركات بخارية.
تم استبدال العربات الخشبية في عام 1971 بعربتين فولاذيتين تعملان بالكهرباء.
في عام 2007، تم استبدال العربات مرة أخرى. السرعة القصوى لهذه العربات هي 22 كيلومتر في الساعة. تستغرق الرحلة بين المحطتين دقيقة ونصف، بالإضافة إلى ثلاث دقائق ونصف كوقت انتظار طبيعي. تسع العربة الواحدة 170 راكب كحد أقصى.

## المعرض

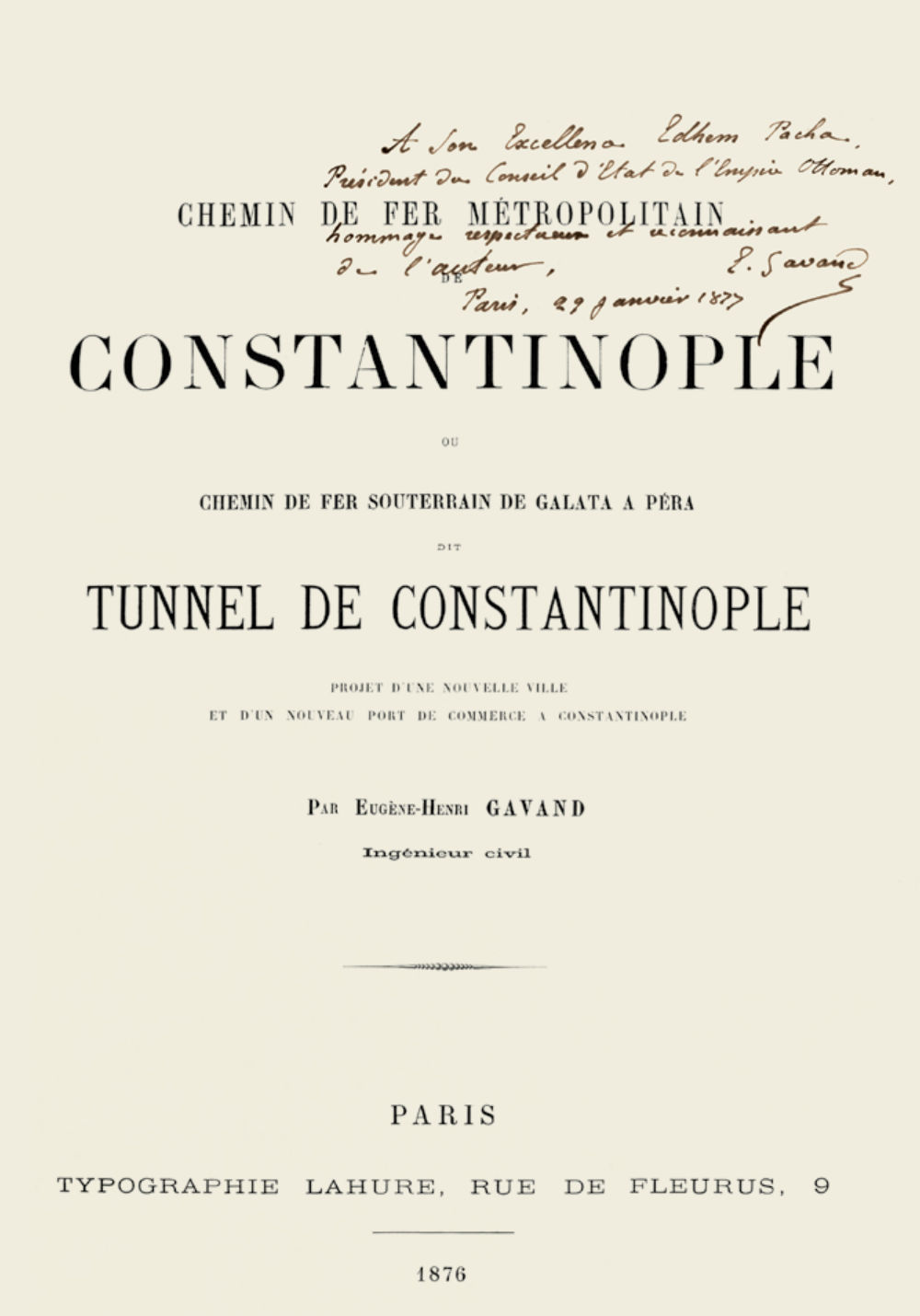
الصفحة الأمامية لكتيب المشروع
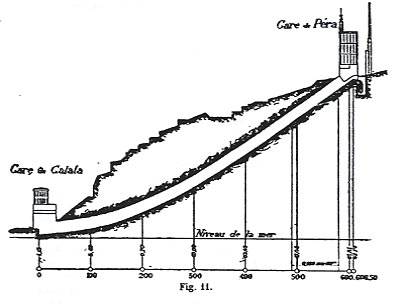
المظهر الجانبي للمشروع
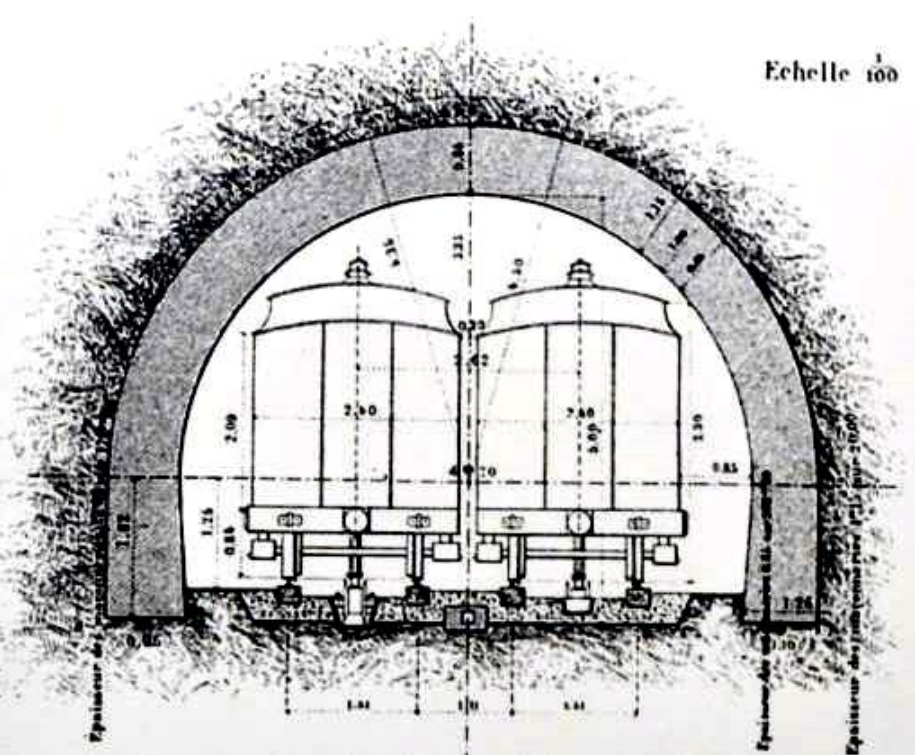
التخطيط المبدئي لمشروع تونيل
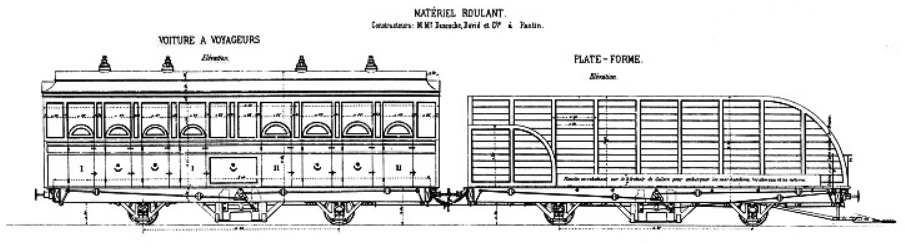
القطار الأصلي
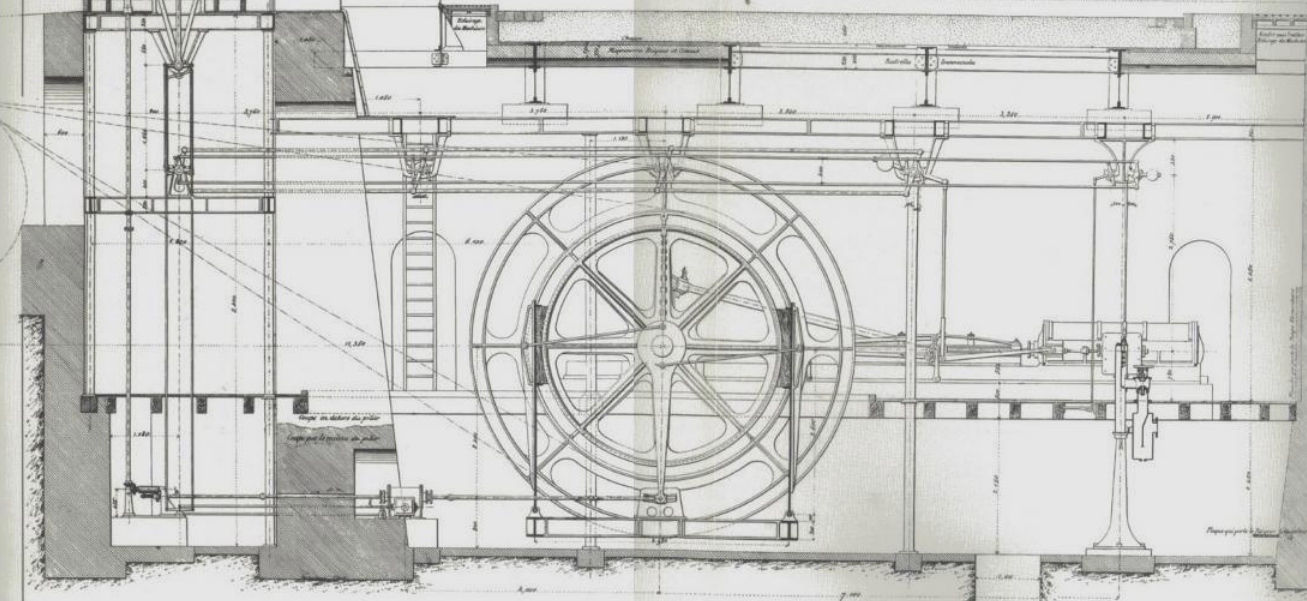
المحرك البخاري
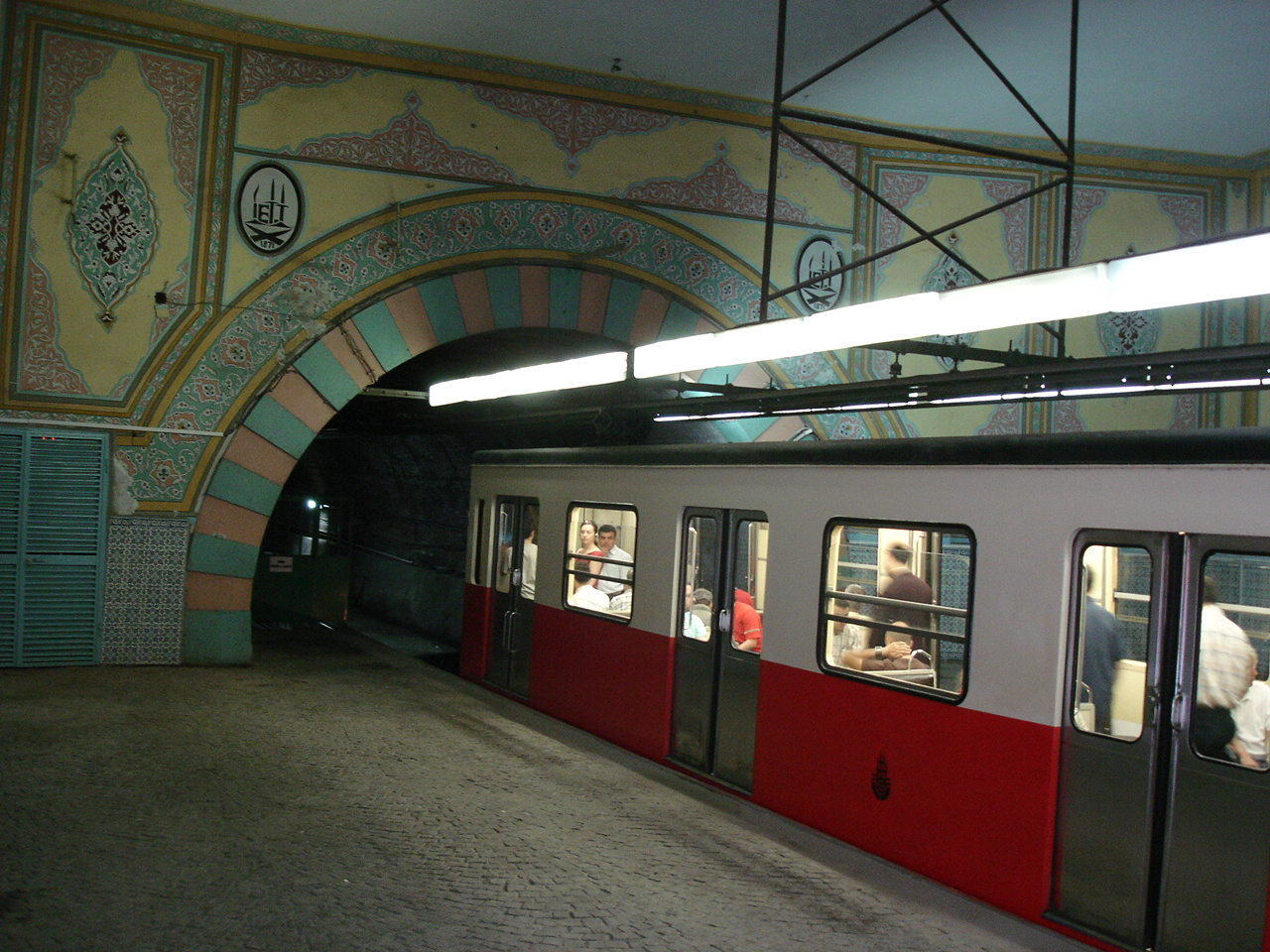
محطة كاراكوي: تم بناؤها على الطريقة الموريسكية
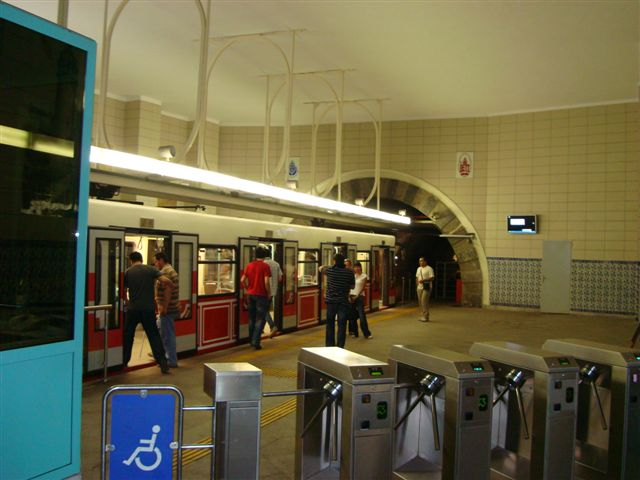
محطة كاراكوي
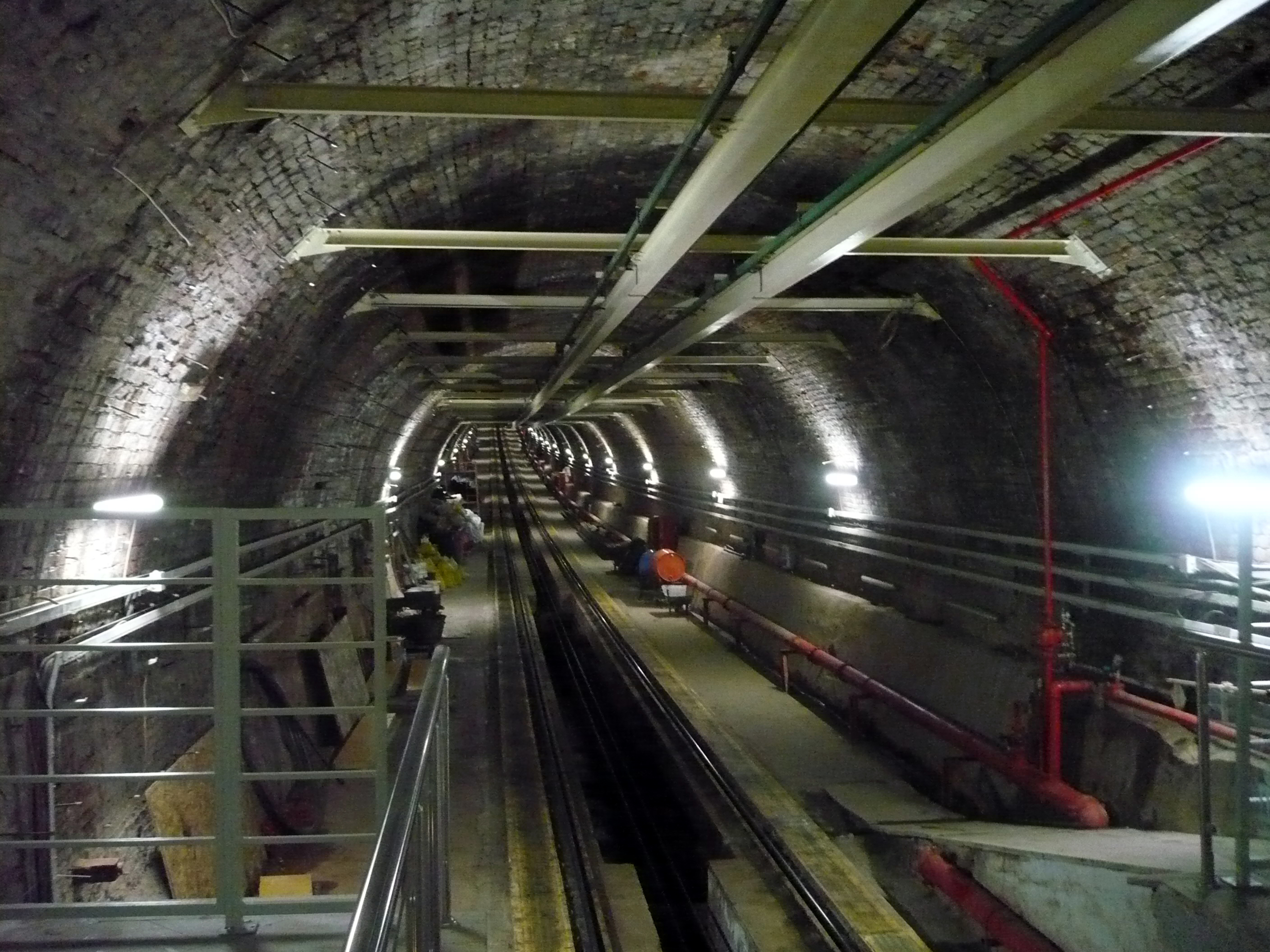
النفق الذي يصل بين محطتي كاراكوي وبايوغلو
- مقطع فيديو للقطار
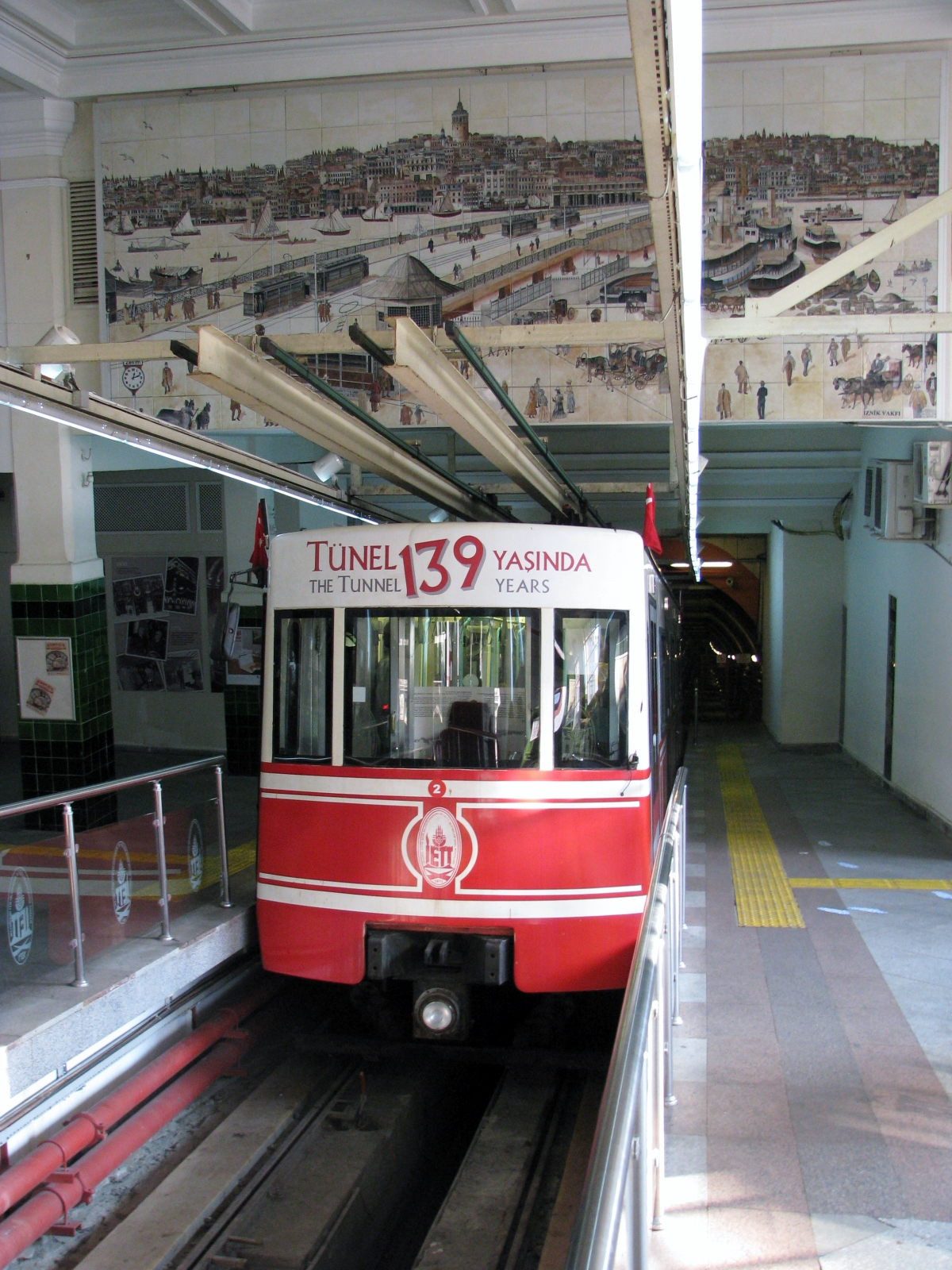
محطة بايوغلو
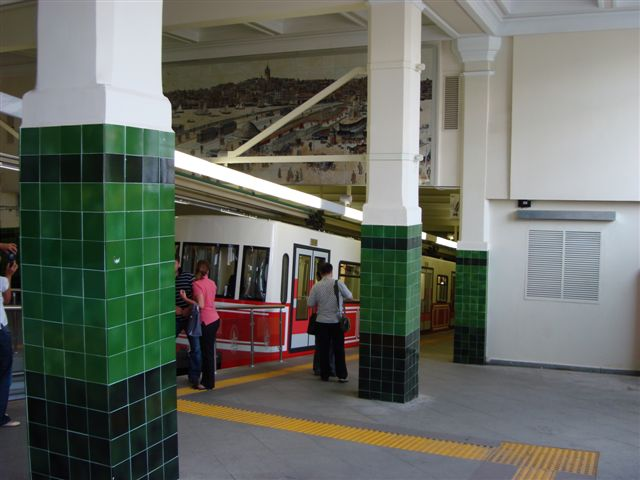
محطة بايوغلو

## وصلات خارجية
- الموقع الرسمي (بالإنجليزية)

لم يتم العثور على روابط لمواقع التواصل الاجتماعي.